# Migdałecznik właściwy

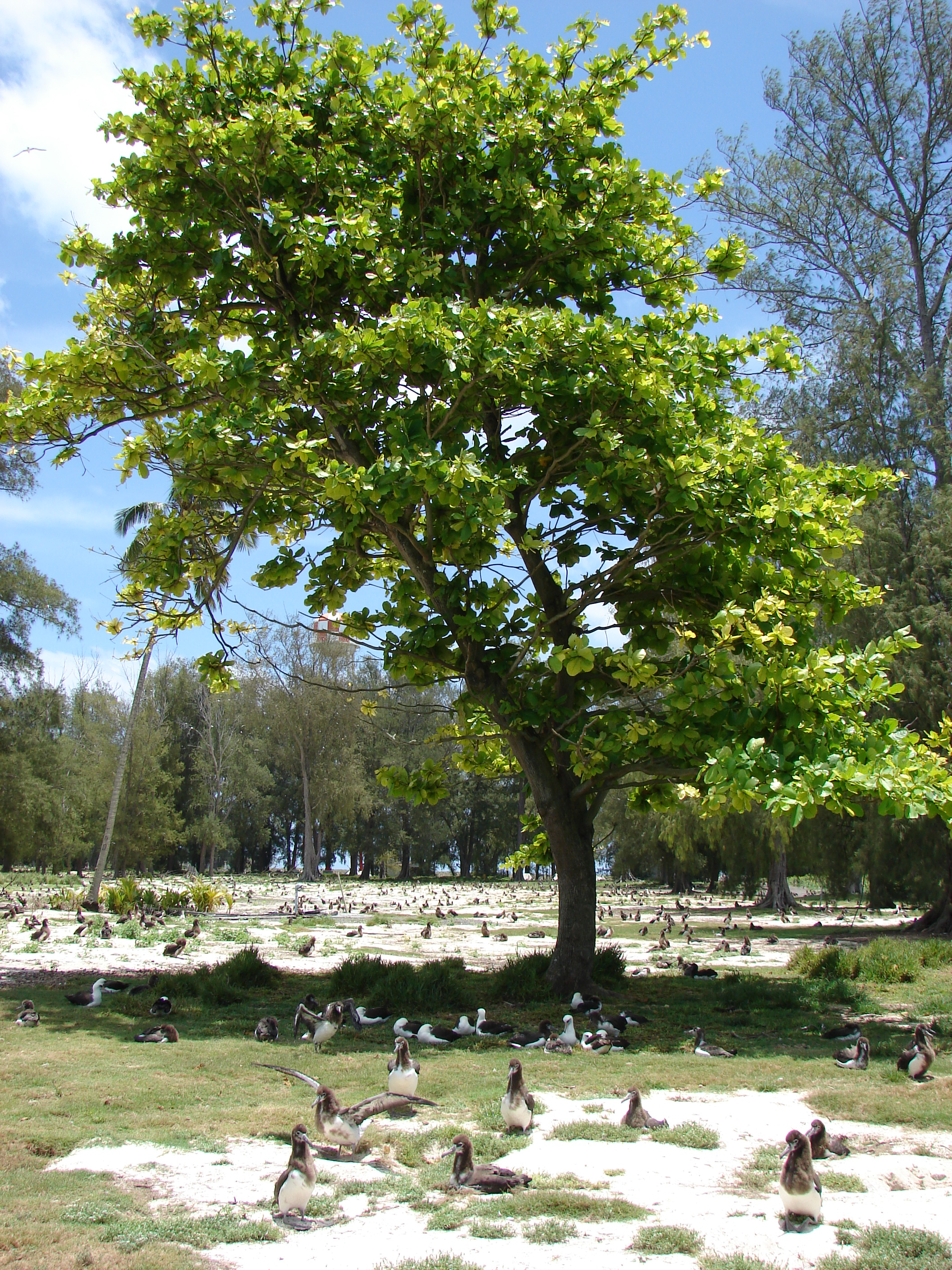
Pokrój drzewa

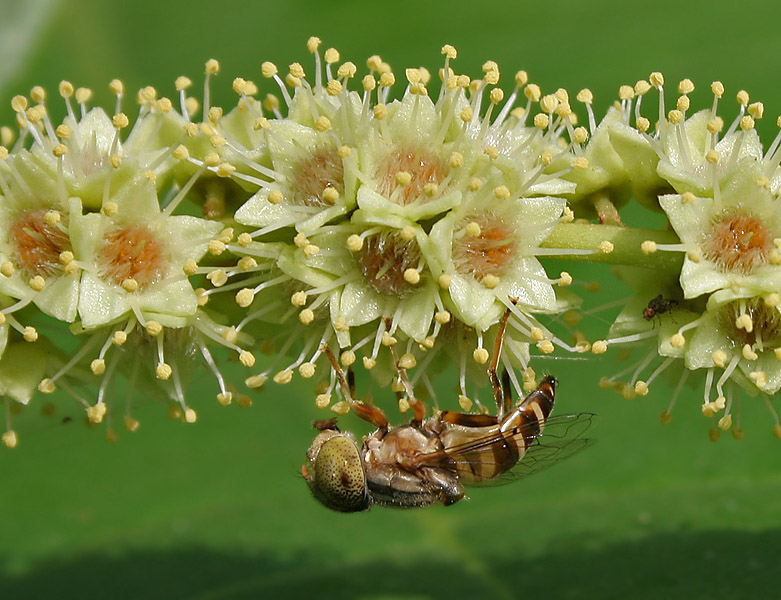
Kwiaty

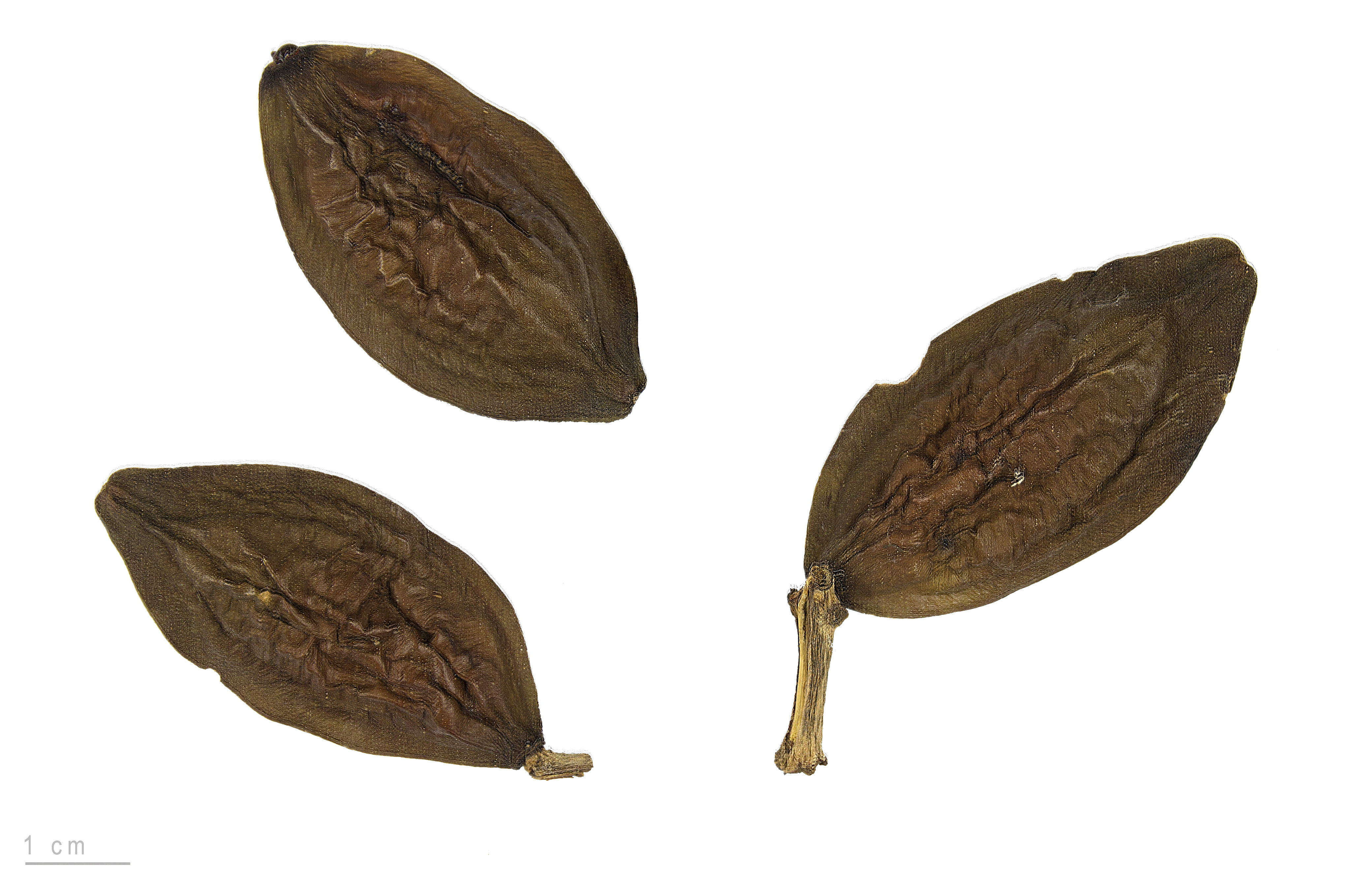
Terminalia catappa

Migdałecznik właściwy (Terminalia catappa) – gatunek rośliny z rodziny trudziczkowatych (Combretaceae). Występuje w strefie klimatu tropikalnego, w pasie roślinności przybrzeżnej. Gatunek odporny na zasolenie gleby, zanieczyszczenie powietrza

## Zasięg geograficzny
Gatunek rozprzestrzeniony w tropikach, pochodzi z obszaru indopacyficznego. Od dawna jest uprawiany od Afryki (zwłaszcza na Madagaskarze) przez Azję Południową do północnej Australii i Nowej Gwinei. Wprowadzony został również do tropikalnych regionów obu Ameryk, m.in. jako roślina ozdobna i ocieniająca.

## Morfologia
PokrójSzybko rosnące drzewo osiągające do 25 m wysokości. Korona u drzew młodych pionowa, symetryczna i poziomymi gałęziami, a u starszych bardziej spłaszczona i rozpostarta parasolowato. Gałęzie są rozmieszczone w wyraźnych warstwach.
LiścieDuże (15-25cm długości i 10-14cm szerokości), odwrotnie jajowate, całobrzegie, wierzchem połyskujące i twarde, spodem owłosione, ciemnozielone, ale w porze suchej, przed opadnięciem przybierające inne barwy (różowawoczerwonawą, żółtobrązową), zwykle skupione po 6—8 na końcach pędów.
KwiatyObupłciowe wyrastają na tym samym okazie, zebrane w groniaste kwiatostany (szczytowe lub na końcach gałęzi), drobne (1 cm średnicy), pozbawione płatków z okwiatem 5-ząbkowym, z zewnątrz zielonkawym, wewnątrz białym, z żółtawym dnem; 10 pręcików i 1 słupek.
OwocPestkowiec spłaszczony, jajowaty (na 5-7 cm długi i 3-5,5 cm szeroki). Początkowo zielony, potem żółty, dojrzały czerwony. Z jednym nasieniem, który za sprawą skorkowaciałej warstwy zewnętrznej jest lekkie i przenoszone przez wodę. Nasienie w pełni dojrzałe jest jadalne, a w smaku przypomina migdał, o nieznacznie kwaśnym posmaku.

## Biologia
Drewno jest czerwone, ścisłe i stosunkowo odporne na działanie wody.
Liście zawierają: flawonoidy (kaempferol, kwercetyna), taniny (punikalina, punikalagina, terkatyna), saponiny, fitosterole. Wybarwione przed opadnięciem: barwniki ksantofilowe (wiolaksantyna, luteina, zeaksantyna). Nasiona zawierają tłuszcze. Kora, okrywa owocowa i liście są bogate w garbniki.

## Zastosowania
- Migdałecznik właściwy jest sadzony jako drzewo ozdobne i ocieniające[7], również do zalesiania terenów piaszczystych.
- Drewno, odporne na wpływ wody, jest stosowane w konstrukcji mostów, w budownictwie okrętowym[5], a na Polinezji do wyrobu kanu. W Indonezji z drewna wykonuje się maski obrzędowe hudog oraz bębny[5].
- Z nasion wytłacza się olej spożywczy, stosowany także jako substytut olejku migdałowego.
- Liście w akwarium mają obniżać pH i zawartość metali ciężkich.
- Wywary ziołowe z liści stosowane są w tradycyjnej medycynie indyjskiej (ajurweda) jako lek przeciwzapalny oraz przeciw czerwonce i dyzenterii[5], do leczenia chorób skórnych i reumatycznych. Potwierdzone zostały właściwości przeciwutleniające i przeciwnowotworowe związków zawartych w liściach[7]. Napar zalecany jest przy cukrzycy[5]. Opadłe liście używane są na Tajwanie w schorzeniach wątroby, a w Surinamie, napar z liści jest stosowany w biegunkach (m.in. czerwonce).
- Ze względu na zawartość ksantofili w przebarwionych liściach w rejonach występowania mogą one być brane pod uwagę jako dodatek do żywności w AMD i innych schorzeniach siatkówki.
- Kora, okrywa owocowa i liście ze względu na wysokie stężenie garbników używane są poza medycyną także w garbarstwie i do wytwarzania farb drukarskich (wraz z solami żelaza daje czarny barwnik)[7].